# Руслан Багдасарян
Русла́н Багдасаря́н (вірм. Ռուսլան Բաղդասարյան; 28 червня 1980, Єреван) вірменський політик, член Республіканської партії Вірменії, колишній голова Давташенського адміністративного округу (2012—2018).

## Освіта
У 1987—1997 роках вступив і закінчив середню школу № 189 імені Самвела Геворкяна в Єревані. Потім вступив на економічний факультет Єреванського державного університету. У 2001 році закінчив університет, здобувши ступінь бакалавра економіки.
У 2015 році закінчив кафедру державного та муніципального управління факультету менеджменту Державного економічного університету Вірменії та здобув ступінь магістра менеджменту.

## Трудова діяльність
У 2002 році обраний членом ради старійшин Давташенської громади і працював членом ради старійшин до 2005 року. Протягом 2005—2006 років — заступник старости Давташенського району. У 2006—2007 роках — радник старости Давташенського району. У 2008 році обраний членом ради старійшин Давташенської громади. У 2009 році обраний членом Ради старійшин міста Єреван. Депутатом ради працював до 2012 року. У 2010—2012 роках працював у Державному комітеті кадастру нерухомості Республіки Вірменія. Спочатку на посаді начальника загального відділу Нор-Норкського територіального управління, потім на посаді заступника начальника Арабкірської служби обслуговування.
22 травня 2012 року призначений головою Давташенського адміністративного району.

## Нагороди
У процесі громадсько-політичної діяльності був нагороджений.
- Президентом Республіки Вірменія медаллю «Ананія Ширакаці» (2016).
- Золотою медаллю мера Єревана (2015)
- Нагороджений міністром оборони Республіки Вірменія медаллю «Вазген Саргсян» (2015)
- Союзом добровольців Земної варти Республіки Вірменія, нагородженою ювілейною медаллю «Земна варта 25 років» (2015)
- Ювілейна медаль «5 бригаді 20 років» (2014) Союзу добровольців гвардії Землі Республіки Вірменія
- Союзом добровольців гвардії Землі Республіки Вірменія медаллю «ЕКМ» (2013 р.)
- Міністром оборони Республіки Вірменія, медаллю «20 років Збройним силам Республіки Вірменія» (2011)
- У 2014, 2015 роках нагороджений радою тресту Хамазкаїна в номінації «Кращий голова адміністративного району року»[3][4].

## Сім'я
Одружений, має 3 доньки.